# Bethal
Bethal est une ville de la région de Mpumalanga en Afrique du Sud.
La ville a été établie en 1880, et en 2007 la population est de 60 779 habitants. Elle est reliée à Johannesburg par la Route nationale 17.

## Personnalités liées à la ville
- Josia Thugwane (1971-), champion olympique du marathon en 1996.
- Llewellyn Herbert (1977-), athlète spécialiste du 400 m haies, médaillé olympique en 2000.